# アセンダンシー 遥かなる新天地への旅
『アセンダンシー 遥かなる新天地への旅』（- はるかなるしんてんちへのたび、Ascendancy）は、1995年にゲームバンクより発売されたウィンドウズ95用のウォー・シミュレーションゲームである。制作はロジックファクトリー（The Logic Factory）。日本国外ではウィンドウズ版以前にMS-DOS用も開発・発売された。1996年Codies賞、ベスト・ストラテジー・ソフトウェア・オブ・ザ・イヤーを受賞している。2011年にiOSアプリ用ゲームとしても移植、発売された。

## 概要
多数の異星人（エイリアン）の中から種族を1つ選択しその種族のリーダーとなり、銀河すらも飛び出した大宇宙を支配するのが目的となる。この「支配」の中には同盟した種族の支配惑星も含まれるため、プレイ方法によっては自分はほとんど手を下さずとも全宇宙を支配できる。
惑星を侵略するには所有者のいない惑星ならば「殖民惑星コロニー」を設置することが、所有者のいる惑星ならば宇宙船での戦闘し勝利することで可能となる。それぞれの種族には特殊能力があり、発動させれば侵略を有利に進めることができる。
マップはゲーム開始前に自分で広さ・参加種族数を設定できる。
「科学技術」の発達状況が侵略には重要で、ツリー式に科学技術を発展させていくことで繁栄・侵略・戦闘・防御に役立つ「機械」や「兵器」を開発できる。

## 種族
アセンダンシーには21の種族が登場する。この宇宙で覇権を賭けて競うことになる曲者揃いである。それぞれの行動原理、性質、特殊能力は自分の種族を選ぶときだけでなく異種族の攻略や外交など、銀河を制する上で非常に重要なポイントとなる。
1. ミニオン人 (Minions)
特徴外宇宙の異種生命体によって送り込まれたロボット生物。強靭な身体を持ち、プログラミングされたその行動は非常にすばやい。手強く優秀な侵略者。
外交姿勢好戦的。彼らのセンサーには、異種族はプログラムの実行を阻害する敵としか映らないため外交の相手としては適さない。
特殊能力惑星侵略が必ず成功する（常時）。
2. スノヴェムドマ人 (Snovemdomas)
特徴マンモスのような姿をした種族。強靭な肉体を持ち、テリトリーを守るために恐るべき力を発揮する。
外交姿勢好戦的。外交手段をとることは滅多にない。
特殊能力他種族の二倍の強度を持つ宇宙船を建造できる（常時）。
3. オーファ人 (Orfa)
特徴4本の脚と2本の腕を持つ牛のような種族。17の性別を持ち、火山などの苛酷な環境に生息している。溶岩などの鉱物のみを食べて生存することが可能である。
外交姿勢平和的だが、怠慢なところがある。
特殊能力惑星上の黒色区画（通常はほとんどの建造物が設置不可能）にも通常通りの建造を行うことが出来る（常時）。
4. カンブーチュカ人 (Kambuchka)
特徴複雑な皮膜を重ねたような形をした種族。濃密な大気を濾し取ることで栄養を摂取している。
外交姿勢中立的。
特殊能力ゲーム開始時点から他種族の母星の位置が分かる（常時）。
5. ハンシャック人 (Hanshaks)
特徴ドーナツのような形をした種族。テレパシーを使うことが出来る。
外交姿勢友好的。
特殊能力ゲーム開始時点から他種族との交渉を行うことが出来る（常時）。
6. フルデントリ人 (Fludentri)
特徴海生の液状型種族。大きなダメージも短時間で回復できる。
外交姿勢好戦的だが、あまり知性は高くない。
特殊能力所有するすべての宇宙船の損傷を回復することができる（60日）。
7. バリフリッド人 (Baliflids)
特徴3枚の舌を持つげっ歯類のような種族。
外交姿勢友好的で、高い外交能力を持つ。
特殊能力現在敵対中の異種族すべてと和平を結ぶことが出来る。 （100日）
8. スワパラマン人 (Swaparamans)
特徴フルトマカ人と共通の祖先を持つ種族。彼らに故郷の星を追われ、宇宙を漂流している。エネルギーを蓄積する術に長ける。
外交姿勢中立的だが、自分の領域に踏み入る者に対して警戒を強める傾向がある。
特殊能力一日の間、所有するすべての宇宙船のエネルギーを二倍にできる（62日）。
9. フルトマカ人 (Frutmaka)
特徴真菌類の集合体である種族。テレパシーにより彼らの崇拝する神「グラヴィーシャ（Graveesha）」と交信する。
外交姿勢かなり好戦的。
特殊能力支配下の星系内にいる他種族の宇宙船すべてをテレポートで（各々の母星に）追放することができる（77日）。
10. シェヴァー人 (Shevar)
特徴外部の宇宙から来た無機的生物。他の種族には難解な知識を多く持っている。
外交姿勢非常に好戦的。大抵多種族と戦争をしており、出遭って数日の内に宣戦布告してくることも多い。
特殊能力一日の間、支配下の星系内にいる他種族すべての宇宙船のエネルギーをゼロにできる（90日）。
11. ゴヴォロム人 (Govorom)
特徴白い彫像のような姿をした種族。荒廃した星を緑豊かな環境にする力を持つ。
外交姿勢基本的に友好的。
特殊能力所有する惑星のうちひとつ（人口が一番少ない惑星）をもっとも豊かな惑星に改造できる（150日）。
12. アングーマ人 (Ungooma)
特徴ハエに似た寄生型種族。マインドコントロールの能力を持ち、相手に偽の記憶を植え付けたりすることができる。
外交姿勢友好的。
特殊能力現在星間レーンを航行中の宇宙船すべてをその出発地点に送り返すことができる（70日）。
13. ダブタック人 (Dubtaks)
特徴エイのような姿をした種族。生存競争の激しい惑星で生きてきたため、好戦的である。
外交姿勢基本的に好戦的だが、コンタクト初日から同盟を結ぶことが出来る。
特殊能力二種類以上の異種族に知られている科学技術すべてを盗むことができる（63日）。
14. キャペロン人 (Capelons)
特徴不定形の種族。カモフラージュにより生存と目的の秘匿を行っている。
外交姿勢友好的で、優れた外交能力を持つ。
特殊能力一日の間、支配する惑星すべてを不可侵状態にすることが出来る（66日）。
15. ミーブ人 (Mebes)
特徴単細胞型の種族。2個体で遺伝情報を交換しながら繁殖することにより、急速に数を増やすことができる。
外交姿勢好戦的。拡張主義的で利己的あり、外交の相手には適さない。
特殊能力所有する惑星すべての人口増加枠を2人分拡大することが出来る（72日）。
16. オクロン人 (Oculons)
特徴巨大な目玉を持った、騎士道精神に則った種族。
外交姿勢中立的。
特殊能力ゲーム開始時点から、すべての星間レーンが見える。
17. アーブリル人 (Arbryls)
特徴樹木型の種族。多くの時間を瞑想に費やす。
外交姿勢友好的であるが、基本的に孤立を好む。
特殊能力支配下の星系に通じる星間レーンを封鎖することが出来る。威力の高い兵器で破壊できる（92日）。
18. マーモシアン人 (Marmosians)
特徴昆虫型の種族。複雑なフェロモンを利用することにより、テリトリーの確保と多種族の操作をすることができる。
外交姿勢好戦的。
特殊能力現在敵対中の種族に対して、すべての異種族から宣戦布告させることができる（100日）。
19. クロノミスト人 (Chronamyst)
特徴宝石とクラゲを合わせたような種族。哲学的思考を持っている。
外交姿勢友好的。
特殊能力他種族の二倍の速度で星間レーンを航行できる。
20. カマキー人 (Chamachies)
特徴爬虫類型の種族。科学技術とその開発に長けており、また優秀な航海士である。
外交姿勢中立的。研究成果はなかなか公開してくれない。
特殊能力現在研究中の科学技術の開発を一日で完了させる（89日）。
21. ニンビュロイド人 (Nimbuloids)
特徴ガス袋状の種族。個体をガスへと変換することができる。
外交姿勢中立的。好戦的ではないが、なかなか関係を結ぶことは難しい。
特殊能力現在進行中のすべての建造プロジェクトを加速させる（68日）。